# Czarna Góra (Isergebirge)
Die Czarna Góra (deutsch: Schwarzer Berg) ist ein 965 m hoher Berg im schlesischen Teil des Isergebirges in Polen. Die Czarna Góra ist einer der höchsten Berg des Isergebirges im Osten des Hohen Iserkamms an der Gemeindegrenze zwischen Szklarska Poręba und Stara Kamienica oberhalb der Todeskurve. 

## Beschreibung
Der Gipfel ist fast vollständig mit Nadelwald bewachsen. Es gibt jedoch mehrere Felsformationen, von denen sich Panoramen bis ins Hirschberger Tal, das Isergebirgsvorland sowie auf das Bober-Katzbach-Gebirge und den Landeshuter Kamm ergeben. Einige km vom Gipfel verläuft die polnisch-tschechische Grenze. Über den Gipfel führt der Sudeten-Hauptwanderweg sowie ein gelb markierter Wanderweg von der Todeskurve. Bereits im Mittelalter suchten die Walen an seinen Hängen nach Edelmetallen. 